# Gwalarn
Gwalarn signifie vent de noroît en breton. Ce fut le nom d'un navire de recherche océanographique du CNRS dans les années 1970 (anciennement Kornog) mais ce fut surtout le titre d'une ancienne revue littéraire de langue bretonne et, par métonymie, du courant littéraire qui l'a accompagnée. 166 numéros (du 0 au 165) ont paru de 1925 à mai 1944.

## Historique de la revue
Le 1 janvier 1925, Gwalarn est annoncé dans Breiz atao, mensuel bilingue de l'Unvaniez Yaouankiz Vreiz comme un supplément littéraire bretonnant trimestriel. Roparz Hemon en est seul le maitre d'oeuvre . Le projet est précisé par un texte, "Premier et dernier manifeste de Gwalarn en langue française", cosigné par le codirecteur de Breiz atao, Olivier Mordrel et le directeur de Gwalarn, Roparz Hemon. Dès le départ les abonnements sont séparés et Breiz atao continue de publier des articles politiques en breton tandis que Gwalarn se concentre sur la littérature. En Juillet 1926, Gwalarn n'est plus publié comme supplément de Breiz Atao et devient un périodique littéraire sous le nom "Kelc'hgelaouenn lennegel trimiziek" (Magazine littéraire trimestriel). Olier Mordrel n'y signera en tout et pour tout que deux courts articles en 1928.
Roparz Hemon en reste directeur jusqu'au dernier numéro. Peu à peu, Gwalarn essaime au fil des temps avec Kannadig Gwalarn (supplément populaire, en 1932), ou des livres pour les enfants. Avec le recul, les écrivains de Gwalarn sont devenus les « classiques » bretonnants du XXe siècle ; ils ont laissé de nombreux écrits représentatifs. Après guerre, c'est la revue Al Liamm (Le Lien), dirigée par Ronan Huon, qui pérennise l'aventure d'une revue de littérature bretonne en breton.

## Le Manifeste de la revue
Voici le texte du manifeste de Gwalarn tel que cité par Alain Deniel. Il fut publié pour la première fois en février 1925. C'est le pendant de La Défense et illustration de la langue française de Joachim du Bellay (1549) pour le breton :
« (…)
Gwalarn est avant tout quelque chose de neuf et d'unique : une revue littéraire destinée à l'élite du public bretonnant, et dont l'ambition n'est rien moins que d'engager la littérature bretonne sur la voie que suit depuis longtemps la littérature de maintes petites nations : la Bohême, la Flandre, la Catalogne entre autres.

(…)

Pour la première fois, une revue bretonnante fournira des travaux d'une irréprochable tenue littéraire et, fermant la porte aux patois (même décorés du nom de dialectes), adoptera une langue de forme classique et une orthographe rigoureusement unique

(…)

Gwalarn, de même que Breiz Atao, n'entend tromper personne. Gwalarn est une expérience : il s'agit de savoir s'il existe en Bretagne un public assez instruit du breton pour pouvoir comprendre la langue littéraire (aussi distante du langage du paysan breton que la langue de M. France l'est de celle du paysan français), un public assez éclairé pour suivre une littérature bretonne qui, tout en s'efforçant de puiser sa sève dans le génie de la race, veut être d'esprit européen, s'inspirant des méthodes littéraires européennes d'aujourd'hui, tant dans l'expression que dans la pensée. Il s'agit de savoir s'il existe en Bretagne un public assez dégagé du provincialisme que son éducation française lui avait assigné - assez intelligent et d'esprit assez moderne pour soutenir une revue, dont maint article, par sa nouveauté même, pourra au premier abord surprendre,

(…)

Nous répétons ce que nous avons dit tant de fois : le sort de notre littérature, auquel est lié celui de notre langue, et par suite, de notre nationalité, est entre les mains de l'élite. D'elle dépendra le succès de Gwalarn.

(…)

Les colonnes de Gwalarn sont ouvertes à toutes les plumes sans distinction de parti. L'adhésion à Gwalarn n'implique pas l'adhésion au nationalisme breton. La littérature peut être mise au service de la politique, mais elle n'en dépend pas essentiellement. Il y aura place dans notre revue littéraire pour l'idée bretonne ; il y aura place pour un art libre vis-à-vis de toute doctrine. Nous concevons aussi qu'on puisse le faire par pur sentiment esthétique.

(…)
 »
Contrairement à ce qui a pu être hâtivement écrit, ce manifeste n'est pas raciste : s'il emploie le terme race, c’est dans le sens d'ethnie, voire dans son acception très romantique d'« âme du peuple », courants au XIXe siècle et au début du XXe siècle (voir par exemple Qu'est-ce qu'une nation ? de Renan, où la distinction entre les concepts de race-ethnie et de race-biologique est faite).

## Bilan
Non sans recul, Roparz Hemon lui-même a dressé un bilan des « années Gwalarn » :
« (…)
Un nouveau combattant apparaît entre les deux guerres, le lettré citadin, dont l'éducation s'est faite dans une ambiance de langue française, qui a presque toujours appris le breton dans les livres, et se sent donc, bien malgré lui, assez distant du peuple. De 1918 à 1939 se constitue un petit clan d'intellectuels dont sortiront des écrivains et des militants. Comme militants ils agiront souvent en faveur de l'enseignement de la langue ; comme écrivains ils forgeront des œuvres d'un niveau assez élevé, peu à la portée du bretonnant moyen. Ce sont des professeurs, des hommes de loi, des officiers, des ingénieurs. Ils manient le breton avec quelque peine. Mais malgré les critiques de ceux qui s'estiment les "vrais" bretonnants, ils ne se rebutent pas.

Tout ce monde, où les "originaux" sont nombreux, agit avec plus ou moins d'énergie et plus ou moins d'à propos. Les caractères sont tranchés, les rivalités tenaces, les haines s'expriment avec violence. On commet toutes les erreurs de tactique possibles, on possède un art merveilleux de se discréditer, de paraître s'allier à toutes les causes perdues. Tous s'attellent au char du breton, les uns tirant à hue, les autres à dia. Et pourtant le char avance, à travers les chocs, les heurts et les embourbements. C'est qu'au-dessus du reste, cet éternel amour fervent le guide, le préserve comme par miracle des catastrophes qui le guettent sans cesse mais ne l'écrasent jamais.(…)
 »
Résumant son livre (infra), Fañch Broudic rappelle que pour la génération de Youenn Olier, Roparz Hemon représente l'inspirateur du mouvement breton, l'autorité spirituelle, la seule pour ainsi dire, sans laquelle il n'aurait pu y avoir aujourd'hui aucun mouvement littéraire en Bretagne. Personne dans le mouvement breton, sur le plan de la langue ni sur celui de la littérature, n'avait sa capacité et c'est lui qui, même s'il a contribué à répandre certains mirages de son temps, et même si la signification de l'œuvre de l'écrivain est parfois indécise, a fait faire au mouvement littéraire - et par le fait même au mouvement breton tout entier - un bond en avant tel qu'il n'en avait jamais fait.

## Principaux collaborateurs
Les principaux collaborateurs, pour la plupart très jeunes, sont Roparz Hemon, Abeozen, Youenn Drezen, Jakez Riou, Gwilherm Berthou Kerverziou, Yann-Eozen Jarl, Kenan Kongar, Fant Rozec (Meavenn), Langleiz, Maodez Glanndour.

## Contenu
Le contenu est varié :
- beaucoup de traductions d'auteurs étrangers : Shakespeare, Nathaniel Hawthorne, Boccace, Synge, Pouchkine, etc.,
- les grandes légendes celtiques comme les Mabinogion,
- des nouvelles,
- des poèmes,
- des pièces de théâtre,
- des articles de philosophie (bouddhisme), de dialectologie, d'histoire, …

## Les satellites
- Brezoneg ar vugale (« le breton des enfants »), collection à l'usage des enfants, distribuée dans les écoles qui le désiraient, fondée en 1928.
- Kannadig Gwalarn (« le bulletin de Gwalarn »), revue populaire, en breton plus simple (« tel qu'il est parlé à la campagne »), au contenu éclectique, fondée en 1932.
- Levraoueg Gwalarn (« Bibliothèque de Gwalarn »), des fascicules consacrés à une seule œuvre.
- Kornog, revue trimestrielle bilingue des arts de Bretagne fondée en 1928, dirigée par René-Yves Creston.
- Nord-Okcidento, en espéranto, accompagné de traductions en irlandais et en gallois, revue fondée 1928; dix numéros sont parus.